# Mirosław Dzienisik
Mirosław Dzienisik (ur. 15 lutego 1959) – polski lekkoatleta, specjalizujący się w biegach długodystansowych.

## Osiągnięcia
- Mistrzostwa Polski seniorów w lekkoatletyce (4 medale)[1]
  - Lublin 1984 – brązowy medal w biegu na 5000 m
  - Dębno 1987 – brązowy medal w biegu maratońskim
  - Dębno 1990 – srebrny medal w biegu maratońskim
  - Kielce 1991 – brązowy medal w biegu na 10 000 m

## Rekordy życiowe
- bieg na 5000 metrów
  - stadion – 13:43,67 (Lublin 1984)
- bieg na 10 000 metrów
  - stadion – 28:28,03 (Sopot 1984)
- maraton – 2:14:51 (Hauts de Seine 1990)